# Alstroemeria werdermannii
Alstroemeria werdermannii este o specie de plante monocotiledonate din genul Alstroemeria, familia Alstroemeriaceae, descrisă de Ehrentraut Bayer.

## Subspecii
Această specie cuprinde următoarele subspecii:
- A. w. flavicans
- A. w. werdermannii